# Epiphane Zoro Bi Ballo
Pour les articles homonymes, voir Ballo.
Epiphane Zoro Bi Ballo, né le 11 janvier 1968 à Sinfra dans le Centre-Ouest de la Côte d'Ivoire, est un homme politique ivoirien. Magistrat de formation, il est ministre de la Promotion de la bonne gouvernance, du Renforcement des capacités et de la Lutte contre la corruption de 2021 à 2023. Il est président de la Haute Autorité pour la Bonne Gouvernance depuis octobre 2023.

## Biographie

### Expérience professionnelle
Epiphane Zoro Bi Ballo commence sa carrière professionnelle dans la magistrature en 1996, en tant que juge de section adjoint. Il cofonde ensuite le Mouvement ivoirien des Droits humains (MIDH) qu'il dirige de 2000 à 2004. Titulaire d'une maitrise en droit public,, et diplômé en 2002 d’un DES (diplôme d'études spécialisées) en droits de l'homme à l’université catholique de Louvain, il part pour la République démocratique du Congo où il travaille comme coordonnateur du projet « Restauration progressive du système judiciaire pénal » dans le cadre d’un programme de l’Union européenne, ainsi que comme représentant de l’organisation américaine Carter Center pour la mise en œuvre du programme droits de l’Homme et coopération technique judiciaire. Il travaille ensuite à l’ONU pour le bureau conjoint des Nations unies aux droits de l'homme en qualité de coordonnateur de l'unité justice transitionnelle et lutte contre l'impunité; avant d’occuper successivement les fonctions de directeur général de l'Agence ivoirienne de la coopération francophone (AICF), puis de directeur général du Comité national des Jeux de la Francophonie, de 2012 à 2015.
Il intègre en 2016 le ministère des Affaires étrangères de Côte d’Ivoire, où il prend fonction, d'abord en qualité de directeur des affaires juridiques, consulaires et humanitaires, puis en tant que secrétaire national chargé du renforcement des capacités auprès du Premier ministre en 2017,.

### Carrière politique
Epiphane Zoro Bi Ballo commence sa carrière politique au Rassemblement des républicains (RDR) en 2013. Lors de l'élection législative de 2016, il est élu député de Sinfra, puis reconduit à ce poste lors de l'élection de 2021. Il est également élu président du Conseil régional de la Marahoué lors de l'élection régionale du 2 septembre 2023.
En septembre 2019, il intègre le gouvernement ivoirien en qualité de secrétaire d'État au renforcement des capacités, avant d'être nommé à la tête du ministère de la Promotion de la bonne gouvernance, du Renforcement des capacités et de la Lutte contre la corruption le 6 avril 2021. 
Il est le coordonnateur régional du Rassemblement des houphouëtistes pour la démocratie et la paix (RHDP) dans la région de la Marahoué,.
Le 4 octobre 2023, Zoro Bi Ballo est nommé président de la Haute Autorité pour la Bonne Gouvernance,.

### Vie d'exilé
C’est dans l’exercice de sa fonction de magistrat à Dimbokro, qu’Epihane Zoro Bi Ballo est contraint à l’exil. En effet, dans une période socio-politique tendue en Côte d’Ivoire, il défie le régime du président Henri Konan Bédié en délivrant en septembre 1999, un certificat de nationalité à Alassane Ouattara. Cela lui attire des ennuis, allant même jusqu’à des menaces de mort . Il est radié de l’ordre des magistrats et recherché par des tueurs à gages du pouvoir en place. Il quitte alors le pays pour Bamako, puis s’envole pour Paris le 10 novembre 1999 sur invitation de la Fédération internationale des droits de l'homme pour « participer aux préparatifs du 51e anniversaire de la Déclaration universelle des droits de l'homme ». Entre juin et juillet 2001, il s'installe à Bruxelles en Belgique.
Après l'arrivée au pouvoir d'Alassane Ouattara à la présidence de Côte d’Ivoire, Epiphane Zoro Bi Ballo retourne au pays et s'y installe en décembre 2011,.

### Carrière d'écrivain
Epiphane Zoro Bi Ballo est l'auteur des œuvres « Juge en Côte d'Ivoire, désarmer la violence » parue aux éditions Karthala en 2004 et « Adieri la prisonnière : récit d'un itinéraire » publiée en 2016 aux éditions Talaba. 

## Distinctions
- Officier de l’ordre national de Côte d’Ivoire[1],[4],[5]